# Рада
Ра́да (англ. council, нім. Rat) — зібрання кількох осіб, які разом обговорюють і приймають рішення. Колегіальний орган організації (держави, партії, установи) чи сама організація, яка керує або радить. У ряді держав — орган державної влади. На українських теренах історично існували ради монарші (імперські, монарші, князівські, таємні), шляхетські (пани-рада, боярські, сейми), козацькі (січова, генеральна, старшинська, чорна тощо), депутатські ради тощо. Верховна Рада — вищий орган законодавчої влади в Україні. Інші назви — збори, сейм, асамблея, дума, комісія, колегія, комітет, бюро тощо.

## Історія
Репрезентативний всенародний збір українського населення Галичини у 1848 мав назву Головної Руської Ради, політичне представництво українців Австрії у 1914 називалося Головна Українська Рада. Державно-політичні представництва і найвищі органи влади на українських землях після 1917 прийняли назву Українська Центральна Рада, Українська Національна Рада.
Представництво певних груп населення у 1917 в Києві оформилося як Всеукр. Р. (сел., роб., військ. депутатів), що у грудні 1917 відбули Всеукр. з'їзд Р., підтримавши політику Укр. Центр. Р. Укр. Сел. Спілка партії укр. есерів творила свої Р. у волостях, повітах і на селах у 1918 — 19, як органи місц. влади.
В укр. суспільній і юридичній термінології й далі Р. має значення репрезентативного органу, наприклад, Нац. Р. Укр. Жінок, Укр. Нац. Р. (екзильний політ. центр), Укр. Гол. Визвольна Р. і т. д.
На Закарпатті у 1918 — 19 для вирішення долі цього краю творилися місц. народні Р. з центр. Руською Народною Р. на чолі в Ужгороді. Подібні органи існували серед еміграції в США, наприклад, Амер. Руська Народна Р. (1918). Держ. Народна Р. і Р. Республіки були передбачені у 1920-21 як дорадчі органи влади УНР, виконавчий орган якої звався Р. Народних Міністрів.
Скорочену назву «Рада» більшовики вживали у 1917 — 18 в офіц. документах і публіцистиці на визначення Укр. Центр. Ради. Свою ж владу називали на початку винятково як сов. і її органи — «советы». Щойно від 1919 укр. термін Р. прийнято для визначення сов. органів влади, як також прикметник «радянський», на відміну від «радівський», «радівці», який пов'язувався з Центр. Радою.
З 1920 заг. прищепився укр. термін Р. на визначення советів усіх ступенів, а укр. сов. державі надано назву з 6. 1. 1919 — Укр. Соц. Радянська Республіка. Проте чужими мовами цей термін перекладається рос. словом: Soviet Ukraine, L'Ukraine soviétique і т. д. На Зах. Укр. Землях (до 1945) і на еміграції на означення больш. органів влади в Україні прищепилися більше терміни Совет, совєтський, ніж Рада, радянський.

## Приклади

### Державні
- Парламент (найвища законодавча рада) / Верховна рада
  - Парламентський комітет (профільна рада в межах парламенту)
- Міська рада / Районна рада / Повітова рада / Сільська рада / Муніципальна рада
- Таємна рада (про монархові чи голові держави)
- Ради депутатів

### Наукові
- Вчена рада
- Наглядова рада
- Екзаменаційна комісія
- Консультативна рада
- Рада директорів

### Релігійні
- Рада церков
- Рада єпископів / Синод / Собор
- Парафіяльні збори